# Brassói unitárius templom
Brassó unitárius temploma a Rét utca (Strada dr. Victor Babeș) 1. szám alatt áll.

## A brassó-óvárosi egyházközség
Brassó városában az első unitárius istentisztelet 1568. február 12-én volt, amikor II. János magyar király meglátogatta a várost, és a kíséretében levő Dávid Ferenc püspök prédikációt tartott. A 16.–18. századokban az unitárius gyülekezet folyamatosan jelen volt a városban; ezt tanúsítják az evangélikus és református egyházközségek anyakönyvei, melyekben unitárius keresztelések, esketések, temetések is szerepelnek.
1777-ben említést tesznek egy unitárius imaházról a Hosszú utcában, a jelenlegi 191. szám alatt. A 19. században többször tervezték egy templom építését, ám ez mindannyiszor meghiúsult.
Killyéni Endre tanár és Ferencz József püspök indítványozására 1885. április 6-án megalakult a brassó-óvárosi unitárius egyházközség. Első lelkésze Killyéni Endre, első gondnoka Veress György cipészmester volt. Az istentisztelet helye a reformátusok imaháza, az egyházközségi központ pedig Veress György Fekete utcai lakása lett.
A saját templomot nélkülöző brassóiaknak 1916-ban a városvezetés a Kút utcában (ma Bulevardul 15 Noiembrie) átengedett egy 1084 négyzetméteres területet, az egykori katolikus temető mellett. Az építkezést Kós Károly tervei alapján kezdték meg. Később azonban a hatalomra kerülő románok megakadályozták ezt, mondván, hogy a templom sértené a városrendezési tervet, és beleütközne az ortodox egyház méltóságába. Cserébe a Gácsmajoron jelöltek ki egy 2500 négyzetméteres telket az unitáriusoknak, ahol Halász Kálmán vezetésével 1935 júliusában kezdték meg az építkezést, és 1936 januárjában fejezték be. A templomot Boros György püspök avatta fel 1936. május 17-én.
Az egyházközség lelkészei: Killyéni Endre (1909–1914), id. Kovács Lajos (1915–1942), Fekete Lajos (1943–1944), Kővári Jakab (1945–1956), Májay Endre (1957–1993), Máthé Sándor (1993–2016), Andrási Benedek (2016–).

## A brassó-újvárosi egyházközség
A kommunista iparosítással a környező településekről sok unitárius hívő jött a városba és alapított családot, így az 1980-as években megalakult a brassó-újvárosi unitárius egyházközség is. Lelkésze 1988-tól Szász Ferenc.

## Az unitárius templom
Az 1936-ban elkészült épület Brassó Bolonya negyedében, a Hátulsó utca (Strada Avram Iancu, Hintergasse) és a Rét utca (Strada dr. Victor Babeș, Wiesengasse) sarkán áll. Portikuszában látható Székely Mózes erdélyi fejedelem emléktáblája, amely eredetileg Michael Weiss házát, a fejedelem sírjának a helyét jelezte. Tanácstermében márványtábla áll, mely az egyházközség világi vezetőinek állít emléket.
A templomot egyszerre használja a város két egyházközsége, a brassó-óvárosi és a brassó-újvárosi unitárius egyházközség.